# Фотоколориметрія

Фотоелектроколориметр. Зовнішній вигляд.

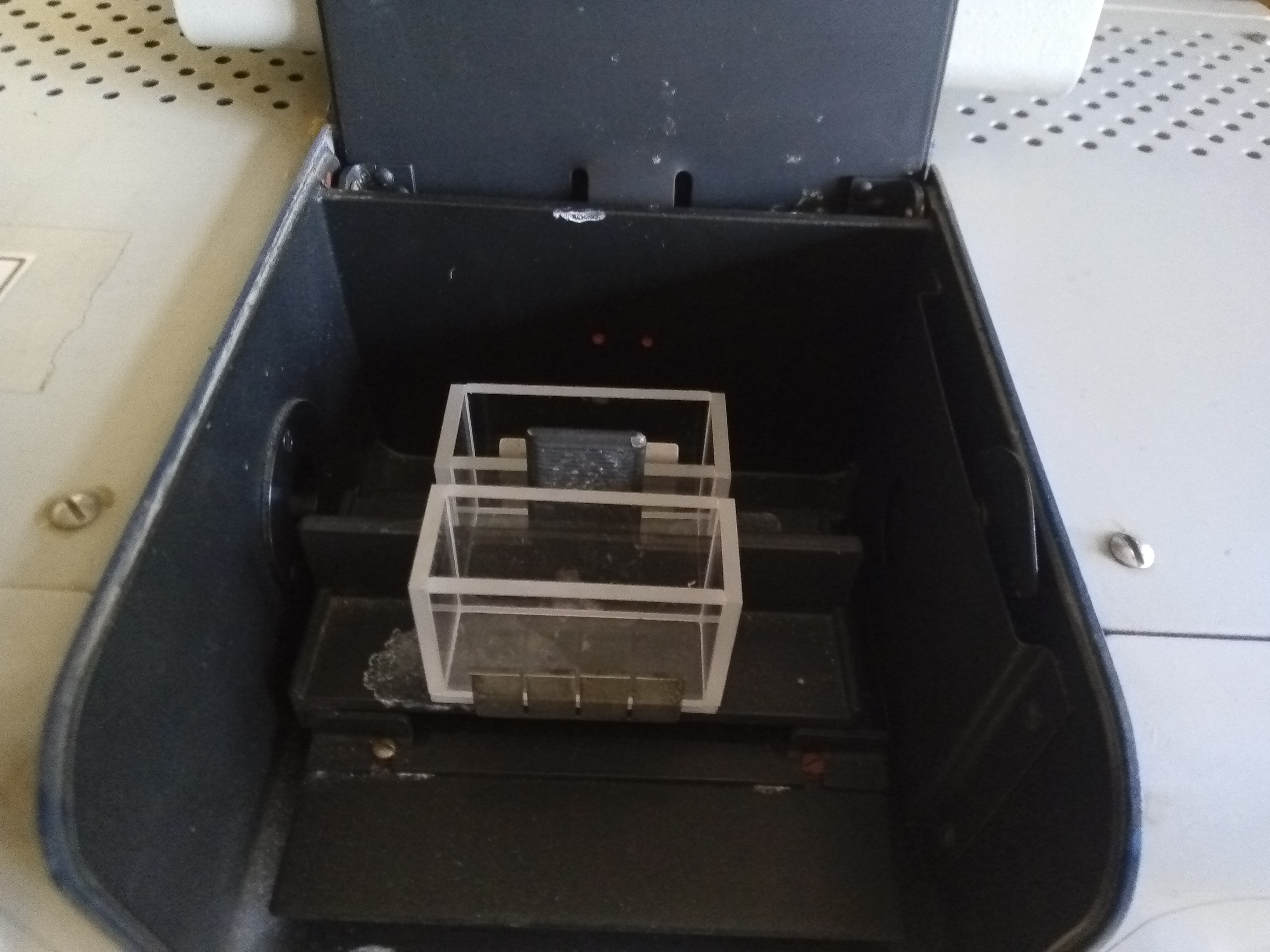
Фотоелектроколориметр. Операційна камера.

Фотоколориметрія (рос. фотоколориметрии; англ. photocolorimetry method; нім. Fotokolorimetrie) — метод визначення ступеня поглинання світла досліджуваним розчином або гідросумішшю, інтенсивності його забарвлення. Використовується для вивчення гірських порід, вугілля, властивостей нафти, при аналізі вод (метод А. С. Колбановської).
Наприклад, колориметричні властивості нафти залежать від вмісту асфальтено-смолистих речовин. Разом із змінами вмісту останніх в нафті змінюється її в'язкість, густина і інші властивості. Тому за зміною колориметричних властивостей нафти можна міркувати і про зміну інших її параметрів.